# Стикс (спутник)
Стикс (Styx; ранее: S/2012 (134340) 1, по старой системе: S/2012 P 1, неофициально: P5) — пятый, самый маленький, естественный спутник Плутона. Он был открыт Марком Шоуолтером на 9 снимках, сделанных телескопом «Хаббл» 26, 27 и 29 июня и 7 и 9 июля 2012 года. Первые изображения Стикса и Кербера с использованием самой чувствительной камеры LORRI аппарата «Новые горизонты» были получены в период с 25 апреля по 1 мая 2015 года.

## Физические характеристики
Ранние оценки размеров Стикса варьировали от 10 до 25 километров. После пролёта аппарата «Новые горизонты» размер был оценён в 7 × 5 километров, затем уточнён до 16 × 9 × 8 км.

## Орбитальные характеристики
Стикс обращается вокруг Плутона между орбитами Харона и Никты. Большая полуось его орбиты составляет 42 656(78) км. Фактически Стикс обращается не вокруг Плутона, а вокруг общего центра тяжести системы Плутон—Харон. Период обращения вокруг Плутона составляет 20,16155(27) суток, то есть он находится в орбитальном резонансе 11:6 с Гидрой и 11:9 с Никтой, а также отличается лишь на 5% от резонанса 1:3 с Хароном.

## Название
После открытия спутнику было дано временное обозначение S/2012 (134340) 1 в соответствии с номенклатурой астрономических объектов. Если бы Плутон не лишили статуса планеты, обозначение было бы S/2012 P 1.
В голосовании, которое было проведено на специально созданном сайте Марком Шоуолтером, возглавляющим группу учёных, открывших новый спутник, победили варианты «Вулкан» и «Кербер». Однако 2 июля 2013 года объекту было официально присвоено имя Стикс, поскольку Вулкан не имел прямого отношения к царству мёртвых.
Деталям поверхности Стикса Международный астрономический союз решил давать названия, связанные с именами речных богов.